# Яковлевка (Кармаскалинский район)
Я́ковлевка (баш. Яковлевка) — деревня в Кармаскалинском районе Республики Башкортостан Российской Федерации. Входит в состав Адзитаровского сельсовета.

## География

### Географическое положение
Расстояние до:
- районного центра (Кармаскалы): 44 км,
- центра сельсовета (Адзитарово): 9 км,
- ближайшей ж/д станции (Давлеканово): 30 км.

## Население
| 2002 | 2009 | 2010 |
| ---- | ---- | ---- |
| 4    | →4   | ↘3   |

### Национальный состав
Согласно переписи 2002 года, преобладающая национальность — русские (100 %).